# Aladin ou la Lampe merveilleuse (film)
Pour les articles homonymes, voir Aladin.
Pour plus de détails, voir Fiche technique et Distribution.
Aladin ou la Lampe merveilleuse est un film muet français réalisé par Albert Capellani, sorti en 1906.

## Synopsis
Produit par Pathé Frères, le film, adapté d'un conte des Mille et Une Nuits, Aladin ou la Lampe merveilleuse, raconte les aventures d'Aladin, fils d'un pauvre tailleur, qui aime la fille du sultan, mais ne peut rien espérer d'elle jusqu'au jour où il rencontre un sorcier africain, qui le fait entrer en possession d'une lampe aux propriétés magiques, lui permettant d'acquérir des richesses immenses, et d'épouser la princesse ...

## Fiche technique
- Titre : Aladin ou la Lampe merveilleuse
- Réalisation : Albert Capellani
- Scénario : Albert Capellani, André Heuzé d'après Les Mille et Une Nuits
- Photographie et trucages : Segundo de Chomón
- Musique : Maxence Cyrin (2011)
- Chef décorateur : Hugues Laurent
- Société de production et de distribution : Pathé Frères
- Distribution DVD :
- Pays de production :  France
- Format : Noir et blanc, partiellement Couleur (colorisé à la main) — 35 mm — 1.33:1 — Muet
- Genre : Film de fantasy
- Durée : 13 minutes 22 (250 mètres)
- Dates de sortie :
  - France : 1er janvier 1907 [Où ?]
  - France : 17 novembre 1907 (Limoges)
  - États-Unis : décembre 1906
  - France : 11 mai 2011 (en DVD)

## Distribution
- Georges Vinter : Aladin
- Louise Willy
- Paul Capellani
- Liane de Pougy
- André Deed